# Oost-Saksisch voetbalkampioenschap 1930/31
In 1930/31 werd het 29ste voetbalkampioenschap van Oost-Saksen gespeeld, dat georganiseerd werd door de Midden-Duitse voetbalbond. Dresdner SC werd kampioen en plaatste voor de Midden-Duitse eindronde. Ook Guts Muts Dresden mocht naar de eindronde. Het was de enige vicekampioen die deelnam, waarschijnlijk omdat Dresdner SC titelverdediger was. Guts Muts kreeg meteen een 11:1 nederlaag aangesmeerd door PSV 1921 Chemnitz. Dresdner daarentegen won met dezelfde cijfers van Budissa Bautzen. OOk 1.Vogtländischer FC Plauen en Planitzer SC werden op weg naar de finale opzij gezet. In de finale trof de club kleine club Preußen 1909 Langensalza dat zijn beste seizoen ooit speelde. DSC won met 6:0 en plaatste zich opnieuw voor de eindronde om de landstitel. 
Net als vorig jaar werd VfB Königsberg met 1:8 aan de kant gezet, maar ook deze keer was Kieler SVgg Holstein de boosdoener van dienst, in de kwartfinale deze keer.

## Gauliga
| Plaats | Club                       | Wed. | W  | G | V  | Saldo | Ptn.  |
| ------ | -------------------------- | ---- | -- | - | -- | ----- | ----- |
| 1.     | Dresdner SC                | 18   | 16 | 1 | 1  | 89:16 | 33:3  |
| 2.     | SV Guts Muts Dresden       | 18   | 14 | 1 | 3  | 86:27 | 29:7  |
| 3.     | Dresdner Fußballring       | 18   | 10 | 4 | 4  | 49:37 | 24:12 |
| 4.     | Meißner SV 1908            | 18   | 9  | 4 | 5  | 45:35 | 22:14 |
| 5.     | SV Brandenburg 01 Dresden  | 18   | 10 | 2 | 6  | 47:41 | 22:14 |
| 6.     | Dresdner SpVgg 05          | 18   | 4  | 5 | 9  | 46:59 | 13:23 |
| 7.     | SV 06 Dresden              | 18   | 2  | 8 | 8  | 22:59 | 12:24 |
| 8.     | SG 1893 Dresden            | 18   | 3  | 3 | 12 | 23:60 | 9:27  |
| 9.     | VfR 1908 Dresden           | 18   | 3  | 2 | 13 | 21:58 | 8:28  |
| 10.    | SC Dresdensia 1898 Dresden | 18   | 3  | 2 | 13 | 28:64 | 8:28  |

|  | Kampioen                 |
|  | Geplaatst voor eindronde |
|  | Degradatie               |

## 1. Kreisklasse

### Groep A
| Plaats | Club                  | Wed. | W  | G | V  | Saldo | Ptn.  |
| ------ | --------------------- | ---- | -- | - | -- | ----- | ----- |
| 1.     | VfB 1903 Dresden      | 18   | 14 | 1 | 3  | 68:21 | 29:07 |
| 2.     | SV Copitz             | 18   | 12 | 1 | 5  | 66:43 | 25:11 |
| 3.     | Post SV Dresden       | 18   | 12 | 1 | 5  | 54:33 | 25:11 |
| 4.     | Sportfreunde Freiberg | 18   | 11 | 1 | 6  | 81:28 | 23:13 |
| 5.     | Guts Muts Meißen      | 18   | 11 | 1 | 6  | 88:39 | 23:13 |
| 6.     | SC Freital            | 18   | 10 | 1 | 7  | 47:46 | 21:15 |
| 7.     | Favorit Dresden       | 18   | 7  | 2 | 9  | 37:63 | 16:20 |
| 8.     | Südwest Dresden       | 18   | 3  | 1 | 14 | 30:79 | 07:29 |
| 9.     | FSV Sportlust Riesa   | 18   | 2  | 3 | 13 | 20:83 | 07:29 |
| 10.    | SV Nünchritz          | 18   | 1  | 2 | 15 | 33:89 | 04:32 |

|  | Finale     |
|  | Degradatie |

### Groep B
| Plaats | Club                    | Wed. | W  | G | V  | Saldo | Ptn.  |
| ------ | ----------------------- | ---- | -- | - | -- | ----- | ----- |
| 1.     | 1. Riesaer SV           | 18   | 11 | 5 | 2  | 87:37 | 27:09 |
| 2.     | BC Sportlust Dresden    | 18   | 12 | 2 | 4  | 65:35 | 26:10 |
| 3.     | Radeberger SC           | 18   | 9  | 3 | 6  | 56:60 | 21:15 |
| 4.     | SV Röderau              | 18   | 8  | 3 | 7  | 54:57 | 19:17 |
| 5.     | BC Strehlen             | 18   | 8  | 3 | 7  | 46:55 | 19:17 |
| 6.     | Radebeuler BC 08        | 18   | 6  | 4 | 8  | 33:31 | 16:20 |
| 7.     | Pirnaer SC 1903         | 18   | 7  | 1 | 10 | 41:52 | 15:21 |
| 8.     | VfL Reichsbahn Dresden  | 18   | 6  | 2 | 10 | 47:54 | 14:22 |
| 9.     | FV Sachsen 1900 Dresden | 18   | 5  | 3 | 10 | 36:51 | 13:23 |
| 10.    | Großenhainer SpVgg      | 18   | 5  | 0 | 13 | 40:73 | 10:26 |

### Finale
| Team 1           | Uitslag | Team 2        |
| ---------------- | ------- | ------------- |
| VfB 1903 Dresden | 2-3     | 1. Riesaer SV |